# Aulacospermum roseum
Aulacospermum roseum är en flockblommig växtart som beskrevs av Jevgenij Korovin. Aulacospermum roseum ingår i släktet Aulacospermum och familjen flockblommiga växter. Inga underarter finns listade i Catalogue of Life.